# Kwiskids
Kwiskids is een quizspel voor kinderen tot ongeveer 13 jaar oud.
Het spel bestaat uit een dikke waaier met op elk blad kennisvragen met op de achterzijde de antwoorden. De vragen zijn gesorteerd per thema waarbij elk thema een eigen herkenbare kleurtoon heeft.
De quiz komt voor in zes verschillende edities, elk voor een van de eerste zes leerjaren van de basisschool. Ook voor 'grote mensen' is er een KwisFan op de markt. Kleuters kunnen aan de slag met Kwiskids voor de tweede of voor de derde kleuterklas.
Ondertussen verschenen ook Kwiskids Europa, Kwiskids België en Kwiskids Frans.

## Internationaal
Kwiskids is internationaal verkrijgbaar in o.a. Nederland, België en Duitsland.